# Al-Hilal Stadion
Das al-Hilal Stadion (arabisch إستاد الهلال) ist ein Fußballstadion in der sudanesischen Millionenstadt Omdurman, Bundesstaat al-Chartum. Es ist die Heimspielstätte des Fußballvereins al-Hilal Khartum.

## Geschichte
Die Anlage wurde am 21. Januar 1968 eröffnet und bietet 25.000 Zuschauern Platz. Bei der Eröffnung traf al-Hilal auf die Fußballnationalmannschaft von Ghana. Die Partie endete 1:1. 2007 wurde die Sportstätte renoviert.
Das al-Hilal Stadion war eines von fünf Stadien der Afrikanischen Nationenmeisterschaft 2011.